# Entertainment Software Rating Board

ESRB:s logotyp.

Entertainment Software Rating Board (ESRB), är en organisation i USA som bedömer dator- och TV-spel, så att man lätt ska kunna se om spelet passar för personer av vissa åldrar.
Motsvarigheten i Europa är PEGI.

## Åldersgränser

### eC
Spelet rekommenderas för mindre barn. 

### E (everyone)
Spelet rekommenderas för alla.

### E10+
Spelet rekommenderas för personer över 10 år.

### T
Spelet rekommenderas för personer över 13 år.

### M
Spelet rekommenderas för personer över 17 år.

### AO
Spelet rekommenderas för personer över 18 år.

## Övriga åldersgränser

### RP
Spelet har ännu inte fått någon åldersgräns.

### K-A
Denna åldersgräns fanns fram till 1998. Spelet rekommenderas då för personer över 6 år. Denna gräns ersattes senare av åldersgränsen E.